# Man Bookerova cena
Man Bookerova cena (Man Booker Prize, původní název do roku 2002 Booker-McConnell Prize, běžně zkracovaný na Booker Prize čili Bookerova cena) je cena za literaturu udělovaná od roku 1968 britskými novináři, vydavateli, literárními kritiky a jinými osobnostmi.
Do roku 2013 se jejím laureátem mohl stát prozaik či prozaička pocházející z Velké Británie nebo kterékoli bývalé britské kolonie. Ročníkem 2014 počínaje byla cena rozšířena a nyní ji může získat jakýkoliv román původně napsaný v angličtině, tedy i autoři amerického původu, kteří doposud ocenění získat nemohli. Tato změna vyvolala v literárních kruzích v Británii částečnou nevoli, neboť panuje obava, že si silný americký knižní trh ceny do budoucna podmaní. Navíc se cena dlouhodobě profilovala jako protiklad k prestižní americké Pulitzerově ceně. V roce 2016 cenu získal první Američan Paul Beatty, a to za satirickou knihu The Sellout.
Už širší nominace na Man Bookerovu cenu je považována za velký úspěch, neboť porota každoročně vybírá z více než stovky zaslaných titulů (v roce 2013 např. porota přečetla 151 titulů). Později dojde ke zúžení dvacetičlenné širší nominace na tzv. shortlist o šesti titulech, z nichž pak vzejde vítěz. Tím je zaručena i větší pozornost médií v průběhu celého procesu.
Doposud se pouze čtyřikrát v historii stalo, že by Man Bookerovu cenu získal někdo dvakrát. Povedlo se to spisovateli jihoafrického původu Johnu Maxwellu Coetzeemu (v letech 1983 a 1999), australskému spisovateli Peteru Careymu (1988 a 2001) a britské prozaičce Hilary Mantelové (2009 a 2012). V roce 2010 byl podruhé oceněn i J.G. Farrell (první ocenění 1973) za román z roku 1970, neboť na počátku 70. let došlo ke změně při výběru titulů a některé knihy kvůli tomu nemohly být zohledněny. Dodatečné ocenění vešlo ve známost jako "ztracená Man Bookerova cena".
V roce 2005 byla zavedena mezinárodní Man Bookerova cena, která je určena pro spisovatele jakékoliv národnosti, jejichž dílo je široce přístupné v angličtině.

## Vítězové
Pro více informací: Seznam držitelů literární Man Bookerovy ceny
| Year | Author                  | Title                                     | Genre(s)                         | Country                                |
| ---- | ----------------------- | ----------------------------------------- | -------------------------------- | -------------------------------------- |
| 1969 | P. H. Newby             | Something to Answer For                   | Literární fikce                  | Spojené království                     |
| 1970 | Bernice Rubens          | The Elected Member                        | Literární fikce                  | Spojené království                     |
| 1971 | V. S. Naipaul           | In a Free State                           | Literární fikce                  | Spojené království · Trinidad a Tobago |
| 1972 | John Berger             | G.                                        | Experimentální literatura        | Spojené království                     |
| 1973 | J. G. Farrell           | Obléhání Krišnapuru                       | Literární fikce                  | Spojené království · Irsko             |
| 1974 | Nadine Gordimerová      | Status quo                                | Literární fikce                  | Jižní Afrika                           |
| 1974 | Stanley Middleton       | Holiday                                   | Literární fikce                  | Spojené království                     |
| 1975 | Ruth Prawer Jhabvalaová | Heat and Dust                             | Historický román                 | Spojené království · Německo           |
| 1976 | David Storey            | Saville                                   | Literární fikce                  | Spojené království                     |
| 1977 | Paul Scott              | Staying On                                | Literární fikce                  | Spojené království                     |
| 1978 | Iris Murdochová         | The Sea, the Sea                          | Filozofický román                | Spojené království · Irsko             |
| 1979 | Penelope Fitzgeraldová  | Na vodě                                   | Literární fikce                  | Spojené království                     |
| 1980 | William Golding         | Rituály přechodu                          | Literární fikce                  | Spojené království                     |
| 1981 | Salman Rushdie          | Děti půlnoci                              | Magický realismus                | Spojené království                     |
| 1982 | Thomas Keneally         | Schindlerův seznam                        | Biografický román                | Austrálie                              |
| 1983 | J. M. Coetzee           | Život a doba Michaela K.                  | Literární fikce                  | Jižní Afrika                           |
| 1984 | Anita Brookner          | Hotel u jezera                            | Literární fikce                  | Spojené království                     |
| 1985 | Keri Hulme              | The Bone People                           | Psychologický román              | Nový Zéland                            |
| 1986 | Kingsley Amis           | Staří parťáci                             | Humoristický román               | Spojené království                     |
| 1987 | Penelope Lively         | Měsíční tygr                              | Literární fikce                  | Spojené království                     |
| 1988 | Peter Carey             | Oskar a Lucinda                           | Historický román                 | Austrálie                              |
| 1989 | Kazuo Ishiguro          | Soumrak dne                               | Historický román                 | Spojené království                     |
| 1990 | A. S. Byattová          | Posedlost                                 | Historiografická metafikce       | Spojené království                     |
| 1991 | Ben Okri                | Hladová cesta                             | Magický realismus                | Nigérie                                |
| 1992 | Michael Ondaatje        | Anglický pacient                          | Historiografická metafikce       | Kanada · Srí Lanka                     |
| 1992 | Barry Unsworth          | Sacred Hunger                             | Historický román                 | Spojené království                     |
| 1993 | Roddy Doyle             | Paddy Clarke cha cha chá                  | Literární fikce                  | Irsko                                  |
| 1994 | James Kelman            | How Late It Was, How Late                 | Proud vědomí                     | Spojené království                     |
| 1995 | Pat Barkerová           | The Ghost Road                            | Válečný román                    | Spojené království                     |
| 1996 | Graham Swift            | Poslední přání                            | Literární fikce                  | Spojené království                     |
| 1997 | Arundhati Roy           | Bůh maličkostí                            | Literární fikce                  | Indie                                  |
| 1998 | Ian McEwan              | Amsterdam                                 | Literární fikce                  | Spojené království                     |
| 1999 | J. M. Coetzee           | Hanebnost                                 | Literární fikce                  | Jižní Afrika                           |
| 2000 | Margaret Atwoodová      | Slepý vrah                                | Literární fikce                  | Kanada                                 |
| 2001 | Peter Carey             | Pravdivý příběh Neda Kellyho a jeho bandy | Literární fikce                  | Austrálie                              |
| 2002 | Yann Martel             | Pí a jeho život                           | Fantasy a dobrodružná literatura | Kanada                                 |
| 2003 | DBC Pierre              | Vernon Bůh Little                         | Černá komedie                    | Austrálie                              |
| 2004 | Alan Hollinghurst       | Linie krásy                               | Historický román                 | Spojené království                     |
| 2005 | John Banville           | Moře                                      | Literární fikce                  | Irsko                                  |
| 2006 | Kiran Desaiová          | Dědictví ztráty                           | Literární fikce                  | Indie                                  |
| 2007 | Anne Enrightová         | Shledání                                  | Literární fikce                  | Irsko                                  |
| 2008 | Aravind Adiga           | Bílý tygr                                 | Literární fikce                  | Indie                                  |
| 2009 | Hilary Mantelová        | Wolf Hall                                 | Historický román                 | Spojené království                     |
| 2010 | Howard Jacobson         | Finklerovská otázka                       | Humoristický román               | Spojené království                     |
| 2011 | Julian Barnes           | Vědomí konce                              | Literární fikce                  | Spojené království                     |
| 2012 | Hilary Mantel           | Předveďte mrtvé                           | Historický román                 | Spojené království                     |
| 2013 | Eleanor Catton          | Nebeská tělesa                            | Historický román                 | Nový Zéland                            |
| 2014 | Richard Flanagan        | Úzká cesta na daleký sever                | Historický román                 | Austrálie                              |
| 2015 | Marlon James            | A Brief History of Seven Killings         | Historický/experimentální román  | Jamajka                                |
| 2016 | Paul Beatty             | Zaprodanec                                | Satira                           | USA                                    |
| 2017 | George Saunders         | Lincoln v bardu                           | Historický/experimentální román  | USA                                    |
| 2018 | Anna Burns              | Mlíkař                                    | Literární fikce                  | Spojené království                     |
| 2019 | Margaret Atwoodová      | Svědectví                                 | Literární fikce                  | Kanada                                 |
| 2019 | Bernardine Evaristo     | Dívka, žena, jiné                         | Experimentální literatura        | Spojené království                     |
| 2020 | Douglas Stuart          | Shuggie Bain                              | Literární fikce                  | Spojené království · USA               |
| 2021 | Damon Galgut            | Slib                                      | Literární fikce                  | Jižní Afrika                           |
| 2022 | Shehan Karunatilaka     | The Seven Moons of Maali Almeida          | Fantasy                          | Srí Lanka                              |
| 2023 | Paul Lynch              | Prophet Song                              | Antiutopický román               | Irsko                                  |
| 2024 | Samantha Harveyová      | Orbital                                   | Literární fikce                  | Spojené království                     |